# 森忠賛
森 忠賛（もり ただすけ）は、播磨国赤穂藩7代藩主。赤穂藩森家13代。

## 略歴
宝暦10年（1760年）4月12日（または宝暦8年（1758年））、第5代藩主・森忠洪の三男として生まれる。
安永9年（1780年）4月29日、兄で第6代藩主の忠興から世子に指名され、8月6日の兄の隠居で家督を継ぎ、12月18日に従五位下・伊予守に叙位・任官する。
藩政では父・兄の学問振興的な政治路線から一変し、質素倹約や塩田開発、御用金調達、「国産塩専売仕法」による塩の専売など、現実的な藩政改革を行なって財政の引き締めを行なっている。ただし学問的な素養はあったようで、俳諧の道に進んで文学の発展にも尽くしている。
享和元年（1801年）5月23日、家督を四男・忠哲に譲って隠居する。後に美濃守に遷任する。天保8年（1837年）7月17日（または7月19日）に死去した。享年78（または80）。

## 系譜
- 父：森忠洪（1728-1776）
- 母：西宮氏
- 養父：森忠興（1752-1784）
- 正室：巻 - 中川久貞の娘
- 側室：堤氏
  - 四男：森忠哲（1788-1807）
- 側室：鈴木氏
- 生母不明の子女
  - 十男：森忠敬（1794-1824） - 森忠哲の養子
  - 十一男：森長篤（1795-1816） - 森長義の養子
  - 十二男：青木可度
  - 十三男：森可象
  - 女子：千恵 - 関長輝正室、のち三浦毗次正室
  - 女子：宮 - 酒井忠良継室 - のち石川総登正室
  - 女子：米津政懿継室
  - 女子：森賛張室
  - 女子：戸田麟平室
  - 女子：鏈 - 青木重龍正室
  - 女子：落合某室
  - 女子：京極高聡継室
  - 女子：脇坂某室 - のち各務愛正室